# 7804 Boesgaard
A 7804 Boesgaard (ideiglenes jelöléssel 3083 P-L) a Naprendszer kisbolygóövében található aszteroida. Cornelis Johannes van Houten,  Ingrid van Houten-Groeneveld és Tom Gehrels fedezte fel 1960. szeptember 24-én.